# Generaliserade koordinater
Generaliserade koordinater är koordinater som inte direkt motsvarar rumsvektorer, utan snarare frihetsgrader. De används i analytisk mekanik och robotik.